# Scardamia auricincta
Scardamia auricincta är en fjärilsart som beskrevs av Walker 1862. Scardamia auricincta ingår i släktet Scardamia och familjen mätare. Inga underarter finns listade.